# Rugby à XV en Afrique du Sud
Le rugby à XV est un sport populaire en Afrique du Sud, un des trois sports majeurs avec le football et le cricket. Son évolution, son organisation ont été liées à l'histoire politique et raciale du pays. 
Jusqu'aux années 1990, le rugby à XV était considéré comme un bastion des Afrikaners, ces descendants des émigrants bataves. Ce sport était également populaire chez les Sud-Africains blancs de langue anglaise mais parfois ils choisissaient de porter les couleurs d'autres nations (comme Stuart Abbott et Mike Catt pour l'Angleterre et Clyde Rathbone pour l'Australie). Le « Springbok », du nom des gazelles d'Afrique méridionale, était le symbole du rugby blanc et la majorité noire ne s'intéressait pas au rugby ou elle supportait l'équipe adverse. En 2007 c'est encore un sport qui a un fervent soutien et un enracinement chez les Sud-Africains blancs alors que les noirs ou les métis préféreront le football.
Par le passé, le système de l'apartheid opérait une ségrégation et il empêchait les joueurs non-blancs d'affronter les blancs et ils ne représentaient pas l'Afrique du sud pour le rugby à XV. Depuis l'abolition de l'apartheid et même après la Coupe du monde de rugby à XV 1995 et les nombreuses réformes de l'administration du rugby, c'est un sujet très sensible et des crises éclatent. Des compétitions appliquent des quotas raciaux pour permettre l'intégration de joueurs non-blancs. Alors qu'officiellement il n'y a pas de quota pour l'équipe nationale, la suspicion est de rigueur pour justifier la sélection d'un joueur noir ou métis, le poste d'ailier est souvent dévolu à un joueur non-blanc. 

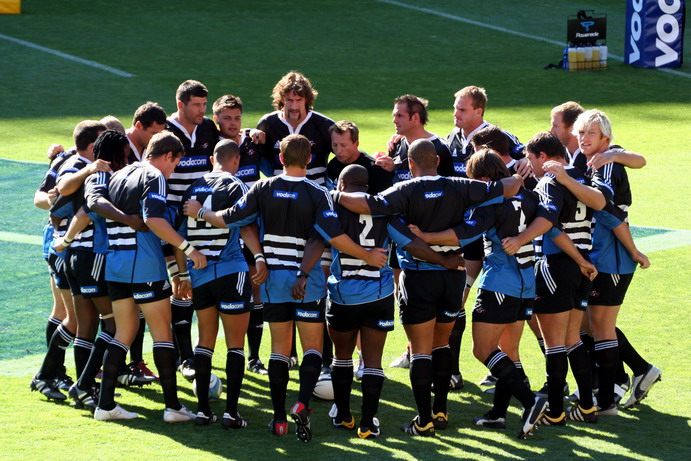
Schalk Burger et les Stormers lors du Super 15

Quatre franchises sud-africaines (Bulls, Lions, Sharks, Stormers) participent au Super Rugby, qui est une compétition internationale provinciale. Il existe une prestigieuse compétition nationale au niveau au-dessous du Super 15, la Currie Cup.
La fédération sud-africaine de rugby à XV, la South African Rugby Union (SARU), a la charge d'organiser et de développer le rugby à XV en Afrique du Sud. Elle gère l'équipe d'Afrique du Sud de rugby à XV.
Les Springboks disputent chaque année le Rugby Championship contre les équipes de Nouvelle-Zélande et d’Australie, ils effectuent aussi régulièrement des tournées pour se confronter aux équipes européennes et rencontrent ces équipes tous les quatre ans lors de la coupe du monde de rugby. La sélection sud-africaine a remporté le titre de champion de monde en 1995, performance qu'ils ont rééditée en 2007 , 2019 et en 2023. 

## Histoire
Le rugby est introduit en Afrique du Sud par les Britanniques. Les premiers joueurs de rugby sont des soldats de la Couronne britannique présents pour imposer la pax britannica aux Zoulous et surtout aux Boers, installés depuis deux siècles. Un instituteur anglais Canon George Oglivie enseigne au Diocesan College du Cap et il introduit le football tel qu'il est enseigné au Collège de Winchester (Angleterre), c'est-à-dire le rugby-football. Un premier match oppose en 1862 des militaires à des civils du Cap, tous sujets de sa royale Majesté. Le match se conclut sur un 0-0. 

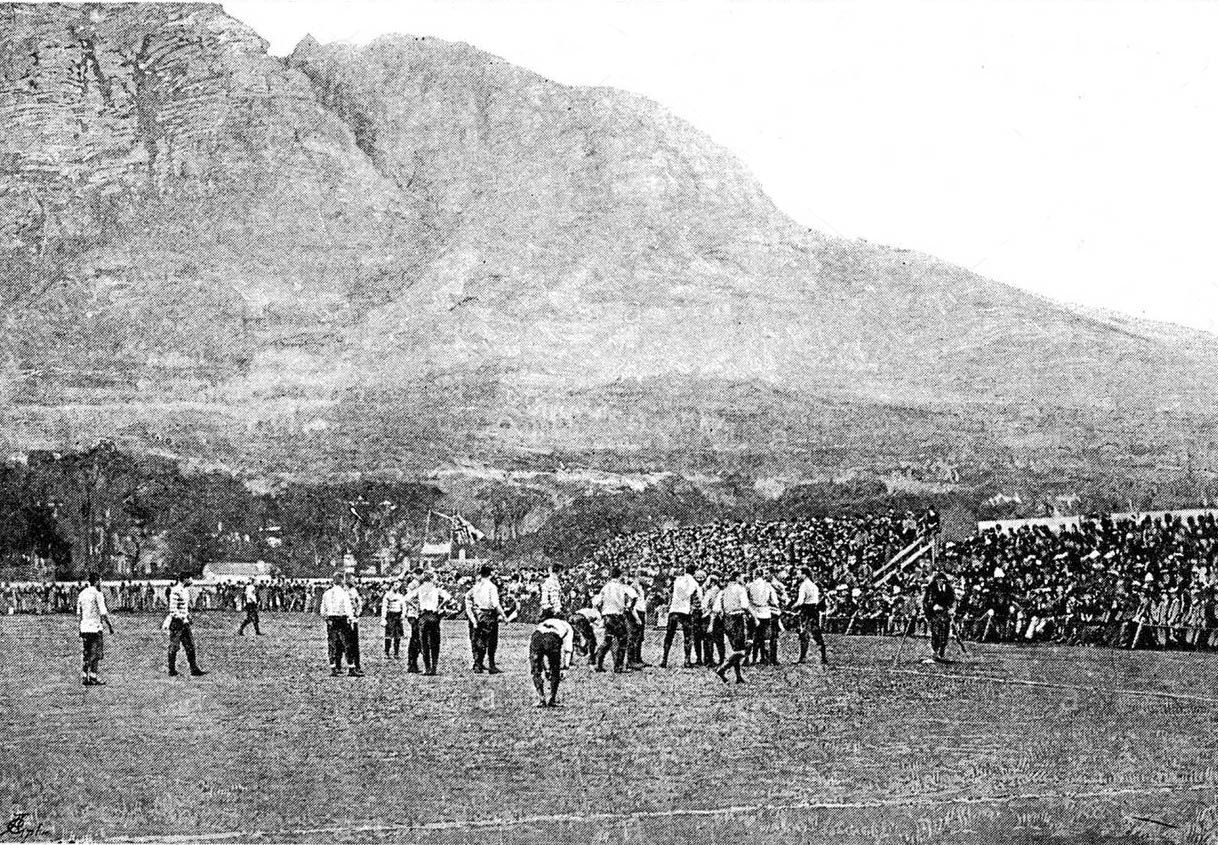
Lions britanniques - Colonie du Cap, en 1891, première rencontre de la tournée

Le rugby se développe au détriment du football. Rapidement, des clubs de quartier poussent dans les agglomérations, comme Johannesburg, Le Cap et Pretoria. Le premier club, le Hamilton Rugby and Football Club, naît au Cap en 1875, puis c'est la Western Province Rugby Union en 1883. Le Griqualand West suit en 1886, l'Eastern Province en 1888, et le Transvaal en 1889. Le South African Rugby Board naît en 1889. Les jeunes Boers apprécient ce sport. Pour une question pratique, les clubs se composent de Britanniques aussi bien que d'Afrikaners. Le rugby accueille deux communautés qui ne s'apprécient pas. La seconde guerre des Boers (1899-1902) laisse des traces. 
Le rugby y gagne en popularité, il est pratiqué par les prisonniers de guerre pour se changer les idées. La légende veut que la guerre soit interrompue en 1902 pour un « match » Angleterre-Afrique du Sud. Mais, selon l'historien du rugby Paul Dobson, le cessez-le-feu ne s'est jamais matérialisé, car un groupe de Boers, les descendants des premiers colons européens d'origine hollandaise, « ont, dans la nuit, pris en embuscade des militaires anglais et en ont tué quelques-uns ».

## Présent

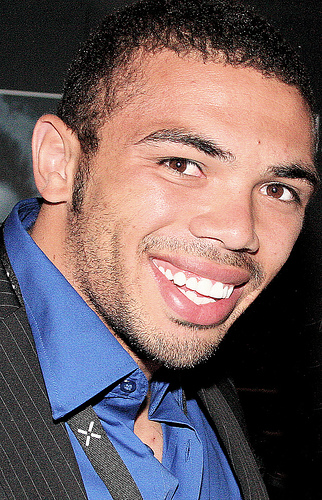
Bryan Habana Springbok métis meilleur joueur 2007

Selon l'International Rugby Board, l'Afrique du Sud compte 464 477 joueurs affiliés répartis de cette façon : 169 980 jeunes garçons, 129 191 adolescents, 147 650 joueurs masculins adultes (soit un total de 446 821 joueurs), 2 248 jeunes filles, 7 595 adolescentes, 7 813 joueuses féminines adultes (pour un total de 17 656 joueuses).
La nation compte 2 056 arbitres.
Près de la moitié des 450 000 pratiquants du pays sont noirs ou métis en 2007. Mais le groupe des trente Springboks de la Coupe du monde 2007 reflète un déséquilibre : deux métis sur les quinze joueurs titulaires, six joueurs noirs, métis ou indiens sur les trente pour une moitié des pratiquants qui sont joueurs noirs, métis.

## Institutions dirigeantes
Le South African Rugby Board (SARB) était la fédération chargée d’administrer le rugby à XV pour les Blancs en Afrique du Sud de 1889 à 1992. Le rugby pour les noirs, les Indiens et les métis était géré par des organismes distincts. Le 23 mars 1992, le SARB fusionna avec la South African Rugby Union, non raciale, pour former la South African Rugby Football Union (SARFU). Celle-ci est devenue la South African Rugby Union en 2005.

## Popularité

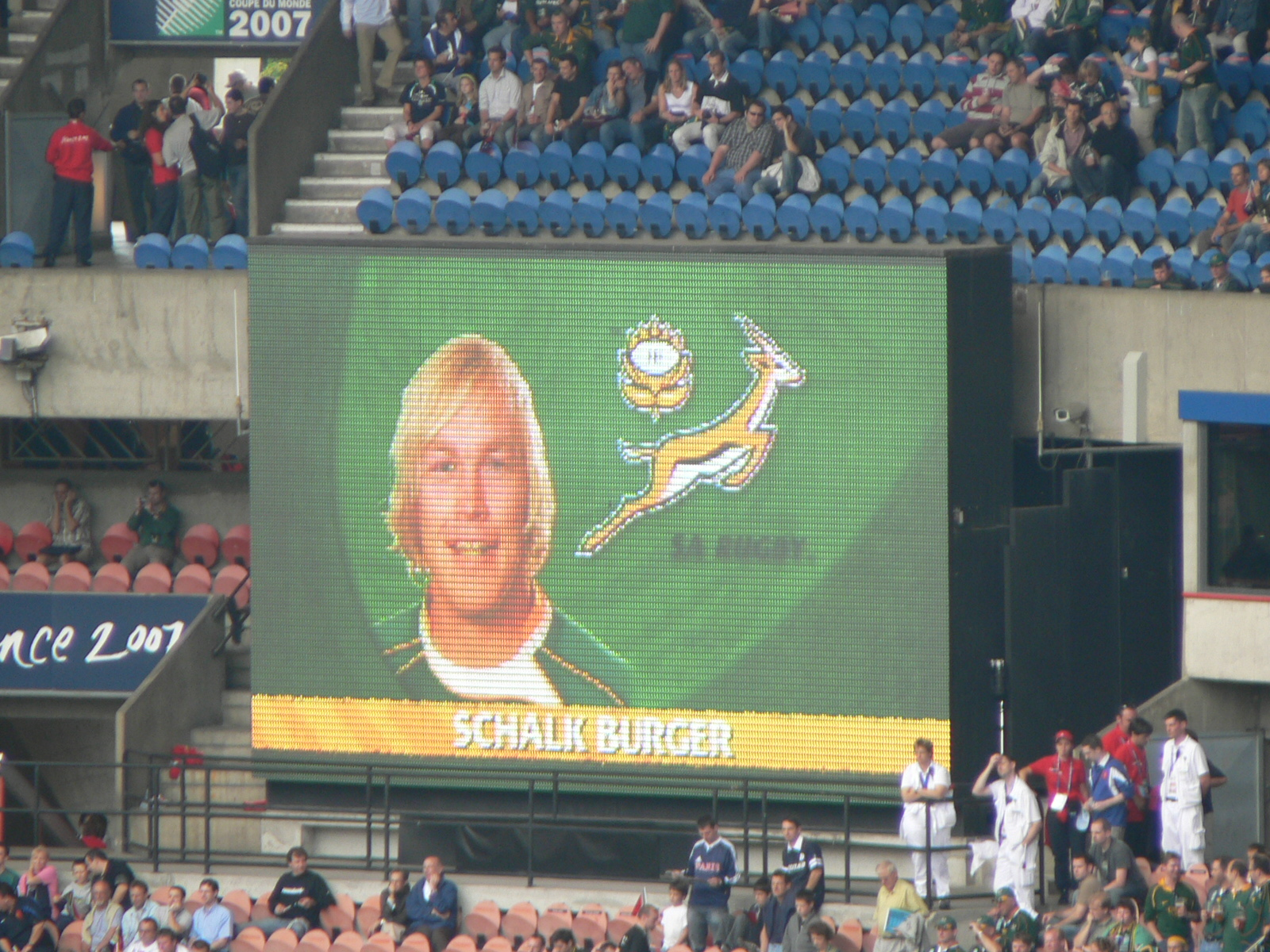
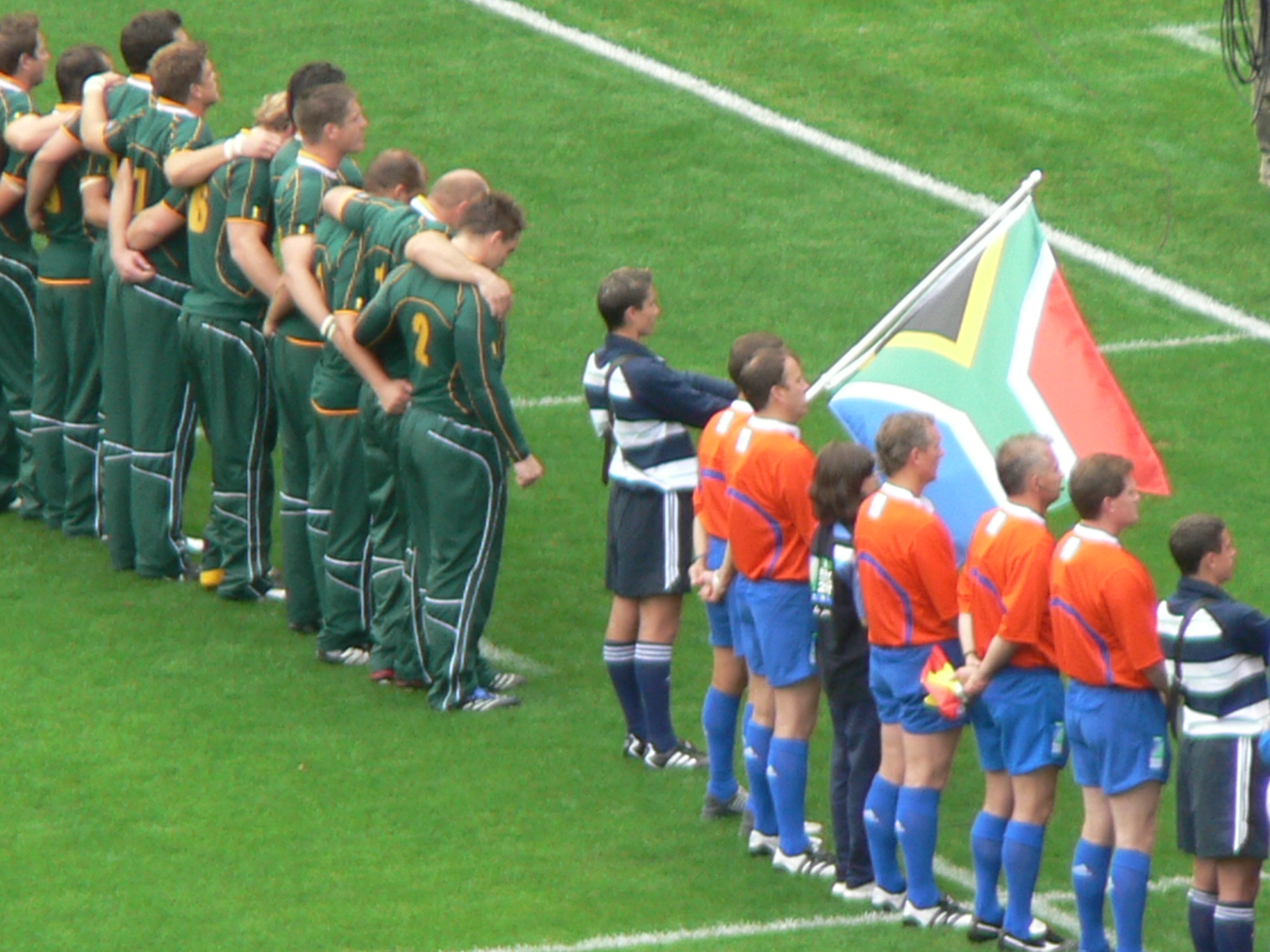
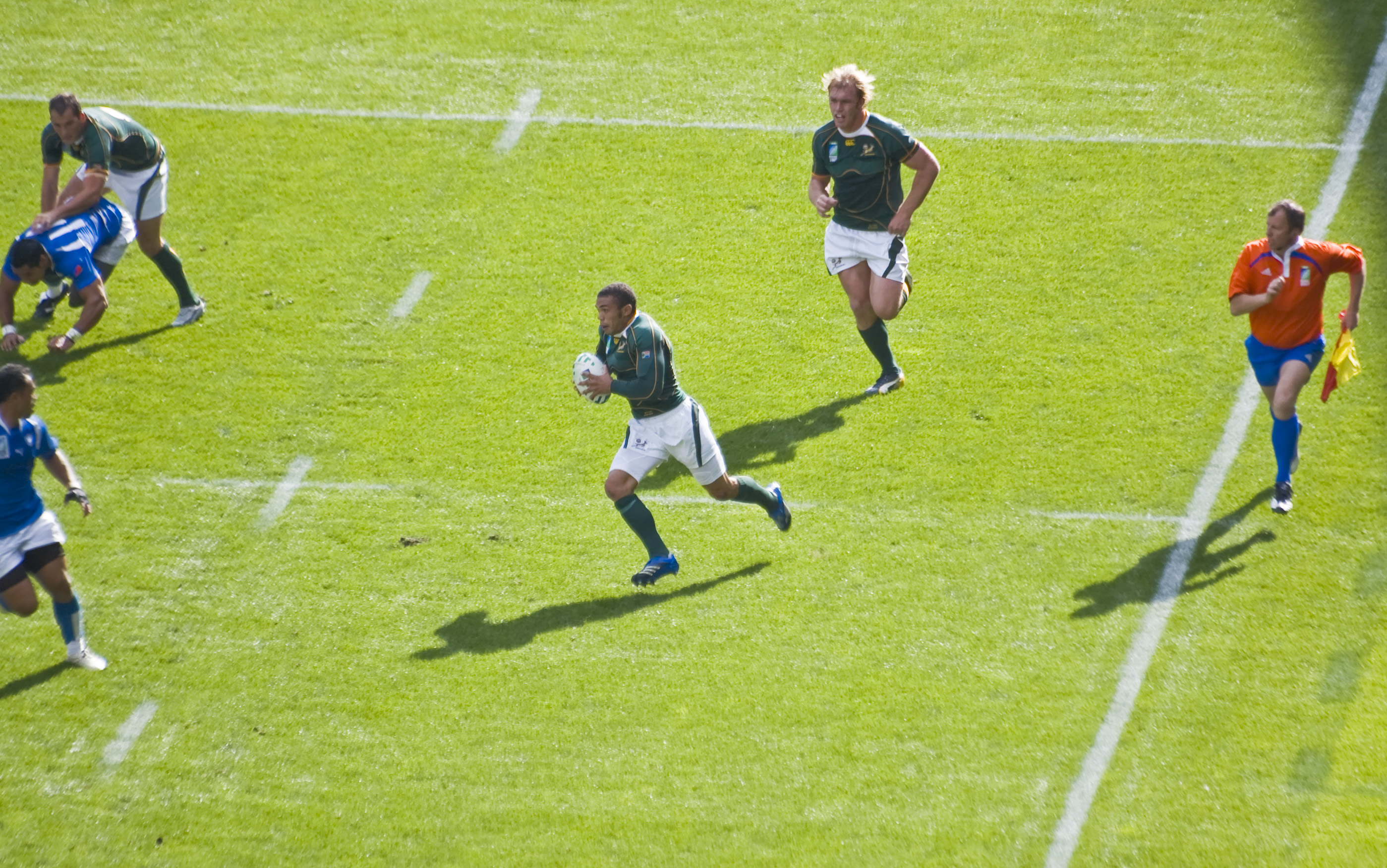
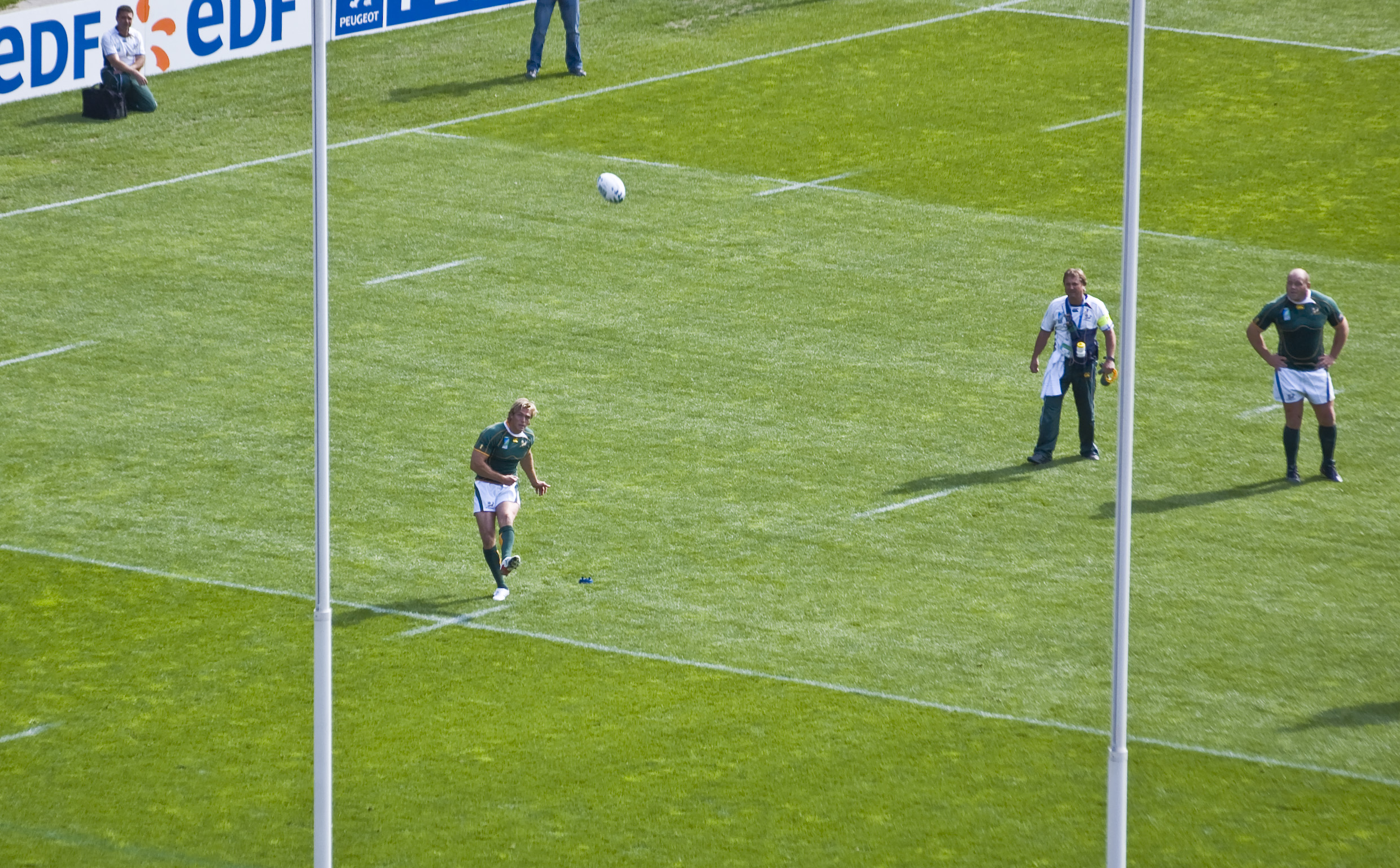
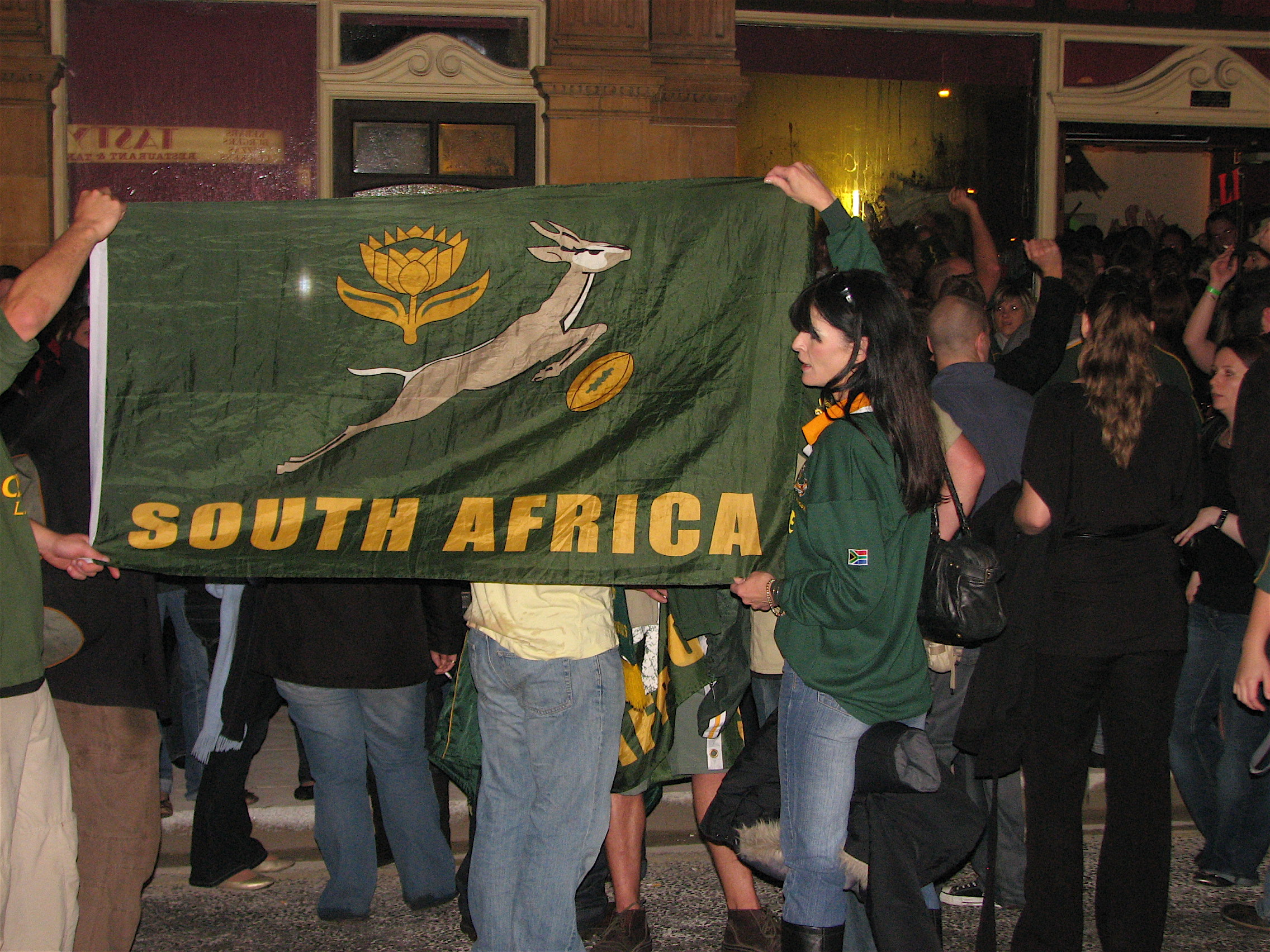
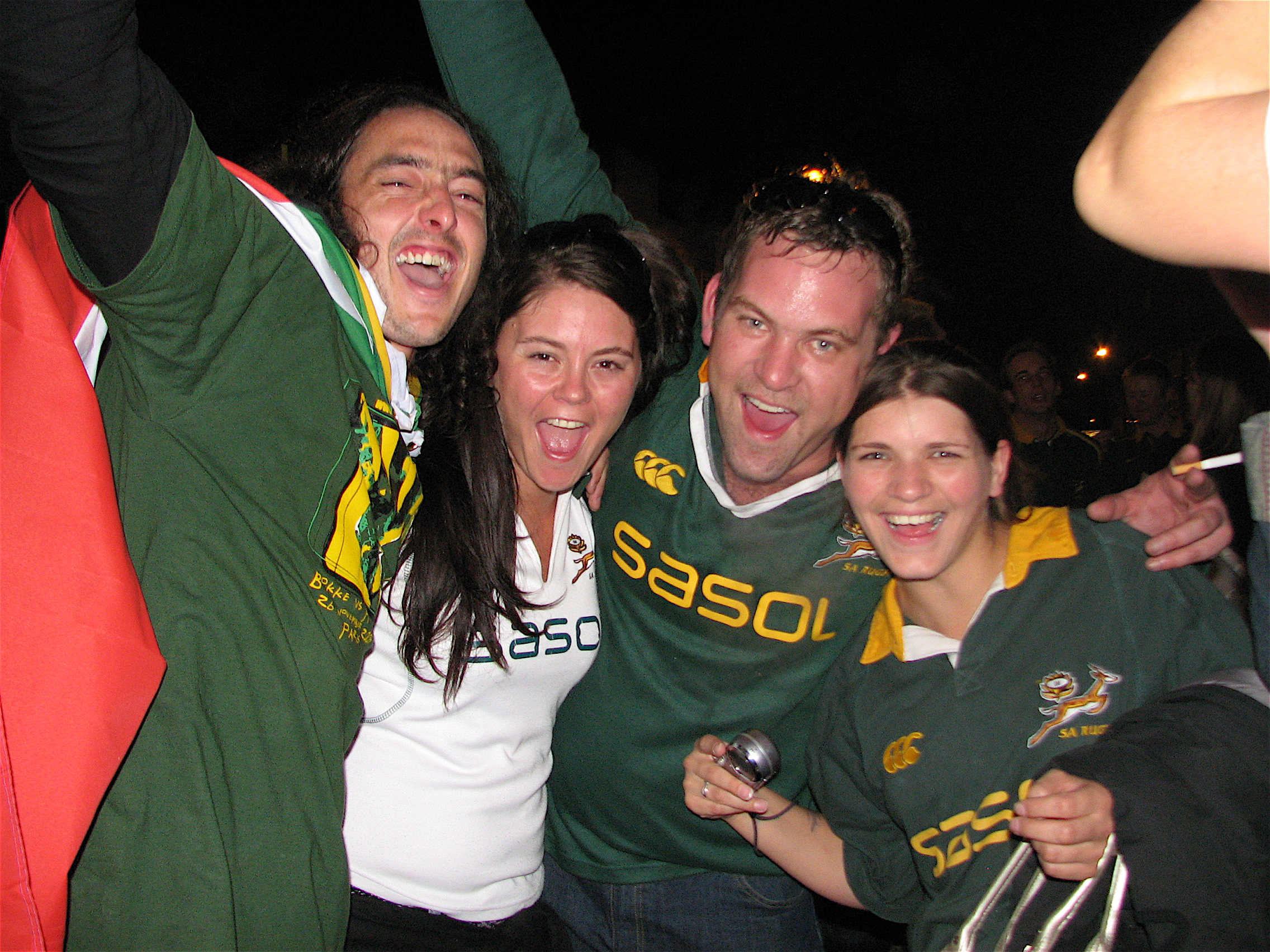
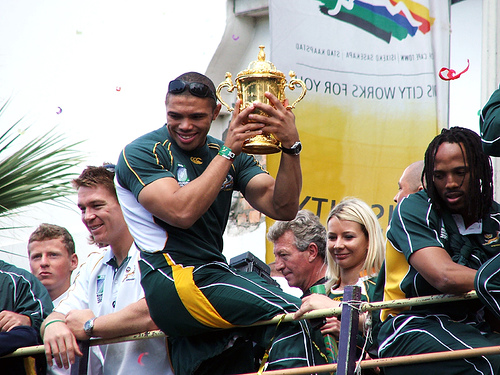

## Compétitions

### Franchises

#### Super Rugby

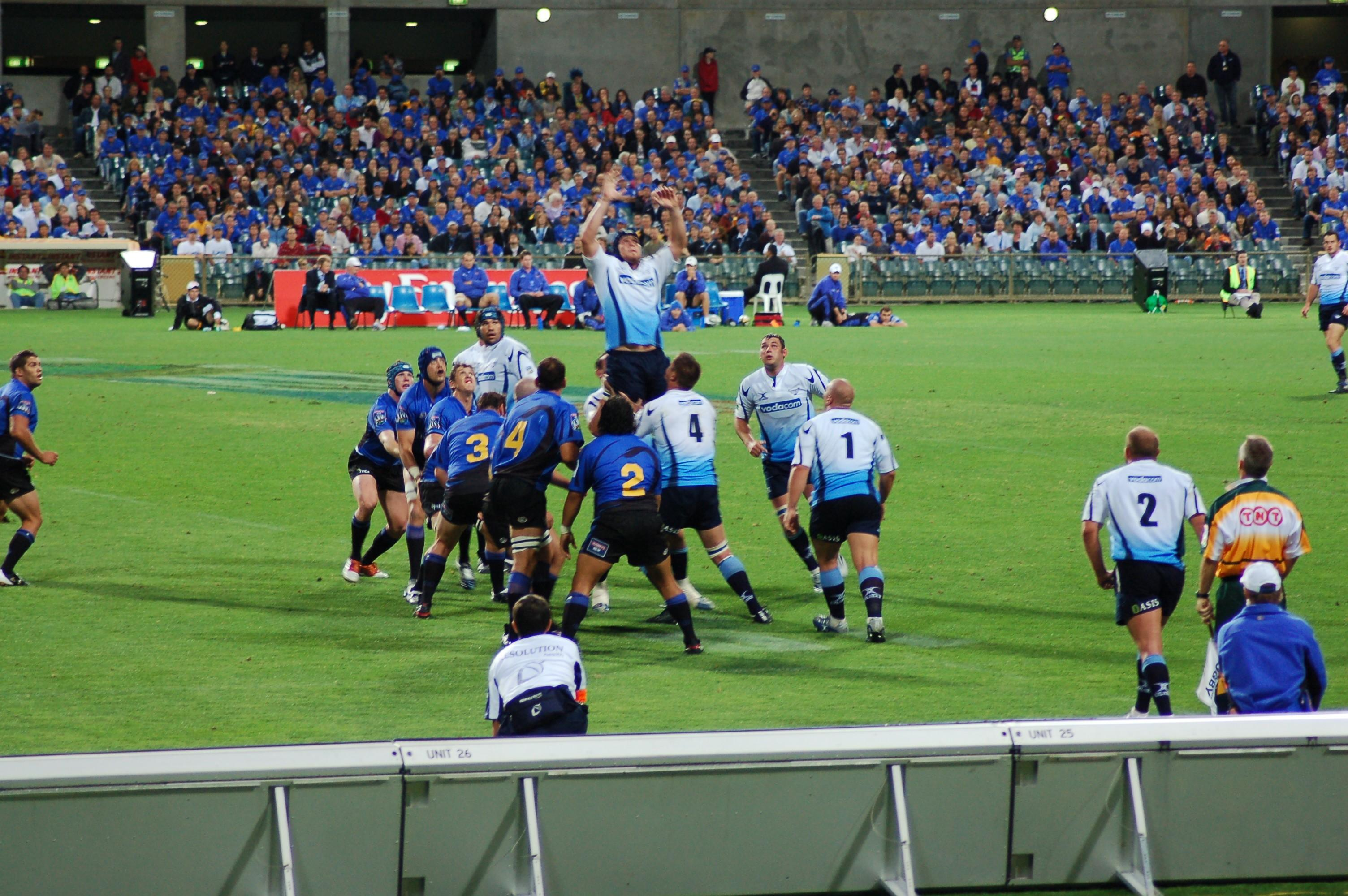
Rencontre Western Force / Bulls lors du Super 14

Le Super Rugby est une compétition internationale regroupant 15 équipes régionales d’Afrique du Sud, Nouvelle-Zélande, Australie, Argentine et Japon. L'Afrique du Sud dispose de quatre équipes (six jusqu'en 2017) dans la compétition : les Bulls, les Lions, les Sharks et les Stormers.
Chaque franchise est associée à une ou plusieurs provinces et ainsi aux équipes de ces provinces participant à la compétition domestique sud-africaine, la Currie Cup.
La compétition se déroule traditionnellement de février à août.

#### Pro14
En 2017, deux franchises sud africaines les Central Cheetahs et les Southern Kings sont évincées du Super Rugby. Elles rejoignent alors le Pro14, championnat des provinces irlandaises, galloises, écossaises et italiennes.

### Provinces

#### Currie Cup
La Currie Cup est la principale compétition sud-africaine de rugby à XV, et dont la première édition remonte à 1889. Traditionnement jouée en hiver, elle rassemble les équipes/provinces liées aux franchises qui évoluent dans le Super Ruby ou en Pro14 le reste de l'année.  Elle est disputée par des sélections représentant soit des provinces entières, soit des parties importantes au sein des provinces. Durant la période d'isolement international de l'Afrique du Sud en raison de l'apartheid, elle était l'événement phare du rugby sud-africain. Son importance a un peu diminué depuis l'apparition du Super Rugby et du Tri-nations.
Depuis 2000 un second échelon avec un système de montée/relégation est mis en place.
La compétition se déroule traditionnellement d'août à octobre.

#### Vodacom Cup / Rugby Challenge
À partir de 1998, une seconde compétition domestique est créée. Elle permet traditionnellement de faire jouer les équipes de jeunes ou de réserves des équipes provinciales. Une franchise de Namibie (Welwitschias) et du Zimbabwe (Zimbabwe Academy) y prennent part.
La compétition se déroule traditionnellement d'avril à juillet.

### Clubs

#### National Club Championships / Community Cup / Gold Cup
Entre 1975 et 2013 est disputée le National Club Championship. En 2013, la compétition est remplacée par la Community Cup, renommée Gold Cup en 2016.
La compétition se déroule traditionnellement en mars et avril.

## Équipe nationale

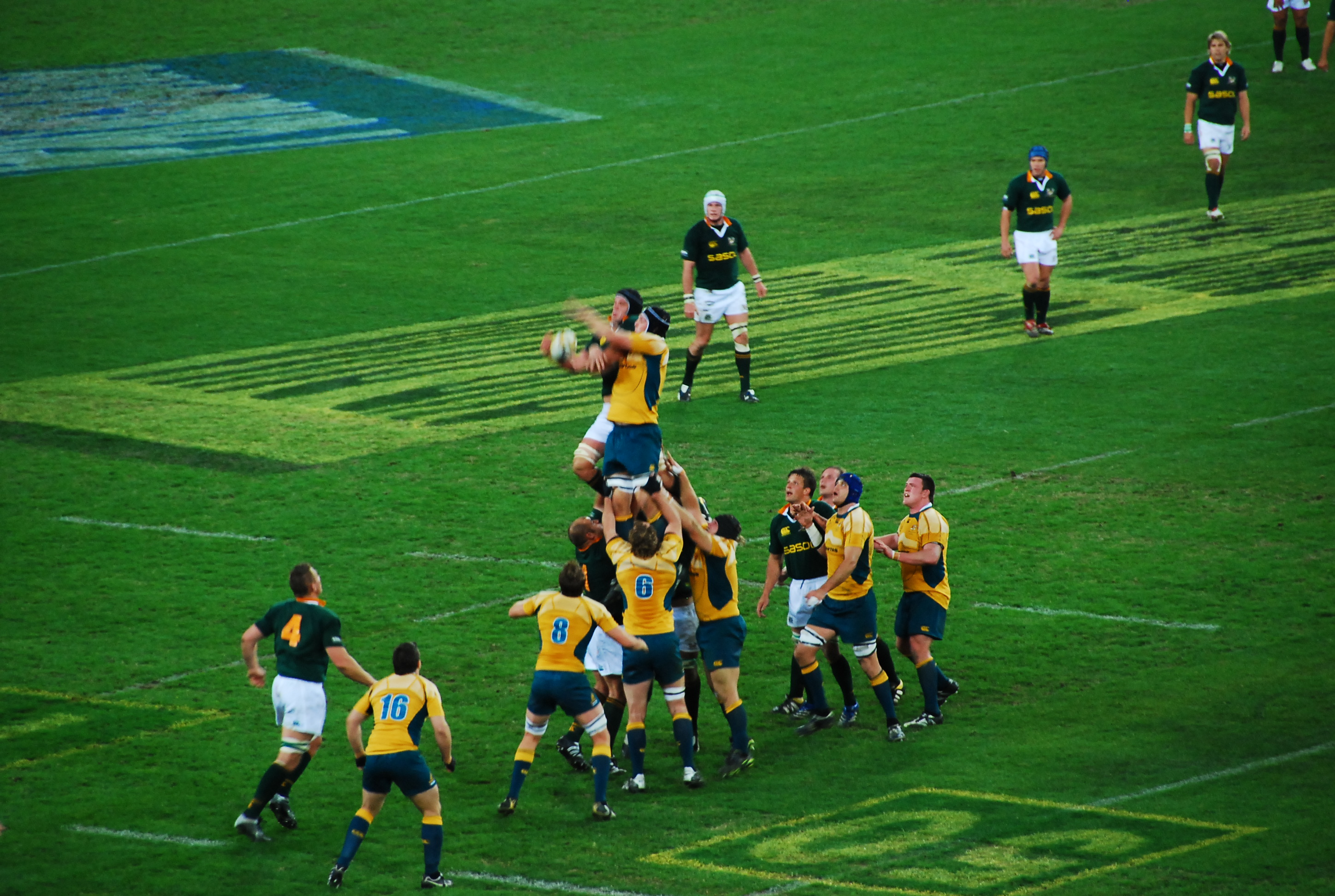
Match opposant les Springboks à l'équipe d'Australie lors du match du 7 juillet 2007.

L'équipe d'Afrique du Sud de rugby à XV est l'équipe qui représente l'Afrique du Sud dans les principales compétitions internationales de rugby à XV. 
Les Springboks jouent en vert et or. Le maillot a toujours comporté un col de couleur or. La fleur de protea a été ajoutée au célèbre springbok, une gazelle d'Afrique méridionale pour représenter l'ensemble de la nation.
L'équipe d'Afrique du Sud est considérée comme l’une des meilleures sélections nationales au monde de par son palmarès, et fut première du classement des équipes nationales de rugby plusieurs fois. L’équipe d'Afrique du Sud porte le surnom de « Springboks ». Elle dispute chaque année le Tri-nations contre les équipes de  Nouvelle-Zélande et d’Australie, elle effectue aussi régulièrement des tournées pour se confronter aux équipes européennes et rencontre ces équipes tous les quatre ans lors de la coupe du monde de rugby.
Rivale séculaire des All Blacks, la sélection sud-africaine était avant les années 1990 la seule formation qui présentait un bilan positif dans toutes les confrontations directes contre n'importe quel adversaire... 
Les « Springboks » ont également gagné la finale de la Coupe du monde de rugby à XV 1995 contre l’équipe de Nouvelle-Zélande de rugby à XV. Les Springboks sont de nouveau champions du monde en 2007 en France. L'équipe d'Afrique du Sud est sous le patronage de la South African Rugby Union.

## Couverture médiatique
L'intégration de l'Afrique du Sud à la Coupe du monde de rugby, la création du SANZAR et la notoriété acquise par le Tri-nations et le Super 15 ont attiré plus de sponsors dans le rugby, ce qui a profité aux meilleurs joueurs qui ont pu avoir de meilleurs contrats. 
Les droits de retransmission télévisuelle du Tri-nations et du Super 15 et la visualisation de marques sur les panneaux publicitaires dans les stades représentent des sources de revenu importantes pour l’économie sud-africaine, on peut ajouter aussi la vente de maillots des Springboks, l'un des maillots de sport les plus connus au monde.
Plusieurs grands groupes industriels sponsorisent le rugby à XV et, en particulier, le Tri-nations. Pour ces groupes, le rugby représente l'esprit d'équipe, la convivialité, la solidarité, la puissance. Autant de valeurs auxquelles ils souscrivent et souhaitent être associés. Les sponsors bénéficient d'une excellente visibilité pendant la retransmission des matchs.